# Slawa Duldig
Slawa Duldig Horowitz (28 de noviembre de 1901 - 16 de agosto de 1975) fue una inventora, artista, diseñadora de interiores y profesora.  En 1929, como Slawa Horowitz, patentó un diseño para un paraguas plegable compacto mejorado.
Duldig era la esposa del escultor modernista Karl (Karol) Duldig y la madre de Eva de Jong-Duldig, una campeona de tenis australiana. Sus obras de arte y las de su esposo se exhiben en el Duldig Studio, una casa museo de artistas en Melbourne, Australia, fundada por su hija.

## Primeros años
Slawa Horowitz nació en Horocko, Polonia, hija de Nathan y Antonia ('Toni') Horowitz. En ese momento, su padre era el director de un molino harinero en la cercana ciudad de Leópolis. Sus abuelos maternos, los Meisel, eran terratenientes locales y operaban una granja mixta.
En 1911, preocupada por la creciente agitación política, la familia Horowitz se trasladó de Polonia a Viena, Austria. Slawa asistió a una escuela conventual y pronto se mostró prometedora como pianista. Los tres hijos de Horowitz se dedicaron a la creatividad, con Slawa convirtiéndose en artista y diseñadora, su hermana Aurelie ('Rella') en actriz, y su hermano Marek, un abogado que también escribía poesía y componía música.

## Educación
Al salir de la escuela, Slawa recibió formación en bellas artes en la Escuela Vienesa para Mujeres y Niñas.
De 1922 a 1925, Slawa estudió con el escultor vienés Anton Hanak, afiliado al movimiento artístico de la Secesión de Viena de finales del siglo XIX y amigo del fundador, Gustav Klimt. En 1929, se graduó en la Akademie der Bildenen Künste Wien (Academia de Bellas Artes de Viena), como alumna del profesor Hans Bitterlich, un escultor. En 1926, su escultura de arcilla "Madre e hijo" fue elogiada por el Kurjer Lwow (periódico Lwow Courier) en una exposición del trabajo de los estudiantes del profesor Bitterlich en la Casa de los Artistas de Viena.

## Invención del paraguas plegable

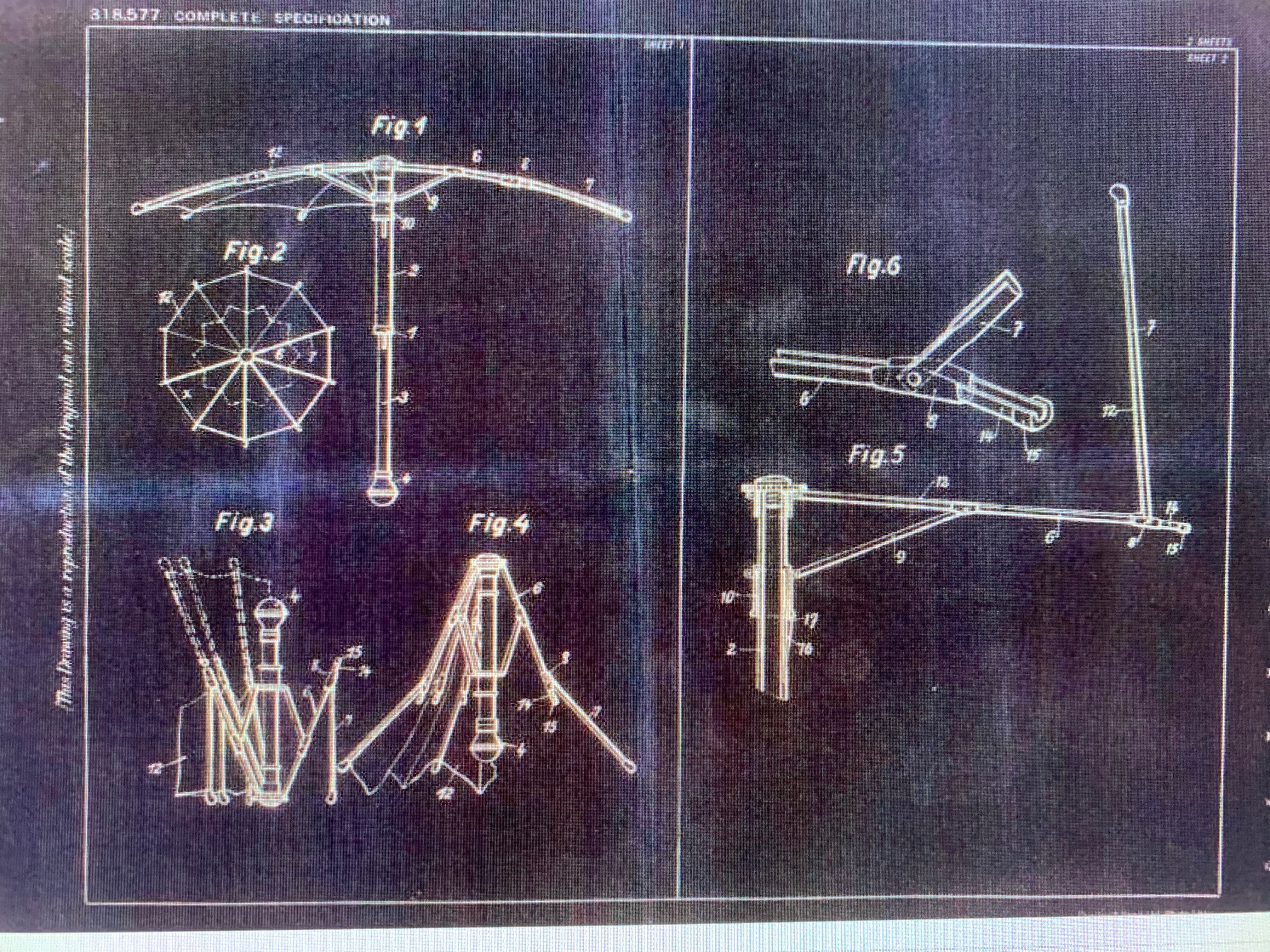
Slawa mantuvo en secreto su paraguas plegable hasta que obtuvo una patente.

En 1928, después de una visita al Museo de Historia del Arte de Viena, Slawa concibió la idea de un paraguas plegable manejable, del tamaño de un bolso. Más tarde reflexionó sobre el suceso: "Sucedió que una mañana de mayo, un día frío y lluvioso, me armé con un gran paraguas y murmuré para mis adentros: '¿Por qué demonios tengo que llevar esta cosa tan torpe? ¿No pueden inventar un pequeño paraguas plegable que se pueda llevar fácilmente en una bolsa?'"
Slawa trató de remediar el problema de los engorrosos paraguas con mucho ingenio y el apoyo de sus padres, su hermana Rella y su amigo cercano Karl Duldig. Esbozó diseños y obtuvo radios de paraguas de una fuente industrial con el pretexto de que estaba diseñando una pantalla de lámpara. Contrató a un relojero para que la ayudara con el proceso de fabricación, compró una tela de seda negra, hizo un patrón y unió la seda a un eje y radios. Karl Duldig sugirió que el mango se ensanchara para permitir que los radios encajaran en el interior.  A partir de esto, surgió el prototipo de un paraguas plegable moderno.
Con el dinero prestado por su padre para contratar al abogado de patentes vienés Ing. Josef Hess, Slawa presentó una solicitud de patente para el diseño del paraguas. Las solicitudes de patente se enviaron al Reino Unido, Austria, Alemania, Italia, Francia, Polonia y los Estados Unidos. El 19 de septiembre de 1929 se emitió una patente, la especificación 318.577.
En palabras de Helen Kiddell, "El paraguas que patentó Slawa tenía un mango telescópico, lo que permitía hacerlo más compacto. Las costillas metálicas que formaban el esqueleto bajo la cubierta de seda negra, fueron diseñadas de forma innovadora para plegarse.
El paraguas tenía la marca comercial 'Flirt'. Fue fabricado por la firma Brüder Wüster en Austria, y Kortenbrach und Rauh en Alemania. Se vendieron diez mil paraguas 'Flirt' en el primer año de producción, y Slawa recibió regalías anuales hasta 1938. 'Flirt' se presentó en la Feria de Primavera de Viena de 1931; '"… la escultora Slawa Horowitz ha inventado un paraguas mágico que se puede plegar tan pequeño que cabe en un bolso..." exclamó entusiasmado un reportero del Neuigkeits Welt Blatt (Periódico del Nuevo Mundo).

## Familia
Slawa se casó con Karl Duldig en 1931. Esta fue una unión artística, forjada en la clase de escultura de Anton Hanak. Su hija Eva Duldig nació el 11 de febrero de 1938.
Slawa y Karl Duldig residían en un apartamento en el número 2 de la Enzingergasse, puerta 14, Viena, que decoraban al estilo de los Wiener Werkstätte (Talleres vieneses). Encargaron muebles a la firma de Sigmund Jaray, donde Slawa colaboró con el diseñador principal, un arquitecto, para crear varias piezas de mobiliario significativas y únicas. Las innovaciones de diseño de Slawa incluyeron "correas de cuero rojo en un diseño de celosía para las sillas de la sala de estar" y una cama doble con cabecera y pies con "pequeños bloques rectangulares de caoba y palisandro ... con la intención de que ella reprodujera el encaje".

## Años de guerra
En 1938, tras la anexión de Austria a la Alemania nazi (el Anschluss), se produjeron en Viena una serie de importantes violaciones de los derechos humanos. Estos incluyeron ataques contra hogares y negocios judíos, deportaciones de judíos al campo de concentración de Dachau, el incendio de todas las sinagogas y casas de oración vienesas, y el arresto de 6.547 personas. Como pueblo judío preocupado por el riesgo potencial y creciente de daño, Slawa y Karl Duldig, con su pequeña hija Eva, partieron de Viena hacia Suiza.
Karl fue el primero de la familia en llegar a Suiza. Inicialmente, Slawa y Eva permanecieron en Viena, donde Slawa empacó el contenido de su apartamento, que fue confiado al cuidado de su hermana Rella. Slawa había recibido una notificación de "... el nazi Gaulieter (superintendente de distrito)» que debía evacuar su apartamento. El oficial nazi se ofreció a comprar el contenido del apartamento, y fue burlado por Slawa, quien informó que el contenido ya había sido vendido. Slawa y su amiga Melitta Despitz conspiraron para que Melitta se convirtiera en la compradora del contenido del apartamento, en presencia del funcionario. Su engaño tuvo éxito, ya que Slawa logró conservar las pertenencias de su familia y confiar su cuidado a Rella en París.
Slawa y Eva viajaron a Suiza con visados temporales instigados por Karl y organizados por el funcionario de inmigración suizo Ernest Speck. En Suiza, Slawa vendió los derechos del paraguas "Flirt" a Brüder Wüster por 1.000 Reichsmarks.
En mayo de 1939, la familia Duldig llegó a Singapur como refugiados. Karl y Slawa fundaron una escuela de arte y Slawa también encontró empleo en la restauración de arte. Con Gran Bretaña declarando la guerra a Alemania, su estatus como ciudadanos extranjeros se volvió cada vez más problemático. En julio de 1940, ellos y su bebé, Eva, fueron expulsados de Singapur como extranjeros enemigos.
Transportados con internados alemanes e italianos en el HMT Queen Mary, llegaron a Sydney, Australia, el 25 de septiembre de 1940. Fueron detenidos como extranjeros enemigos en el Campo de Internamiento 3 D de Tatura, en el norte de Victoria.
Karl fue liberado del campo el 7 de abril de 1942 para unirse a la 8ª Compañía de Empleo (8ª. A.E.C.). Slawa y Eva permanecieron en el campo hasta el 14 de mayo de 1942. Con su reclasificación de extranjeros enemigos a extranjeros refugiados el 7 de diciembre de 1943, Slawa y Karl Duldig se establecieron en Melbourne por el resto de sus vidas.
Muchos miembros de la familia de Slawa habían permanecido en la Europa de la guerra. El 11 de octubre de 1944, Slawa buscó noticias de su hermana Rella a través de la Cruz Roja. El 28 de noviembre de 1944, recibió la notificación de que Rella y el esposo de Rella, Marcel Laisné, residían a salvo en París. Allí, Rella y Marcel se habían asegurado de la custodia del contenido del apartamento vienés de Slawa y Karl durante la guerra. Una selección de las pertenencias de Duldig, incluidas las piezas de la firma Sigmund Jaray, se envió a Australia en 1946. Forman parte de la colección del Duldig Studio.
Slawa y Rella se reunieron en París el 20 de junio de 1968. Su hermano Marek, su padre Nathan y toda su familia, incluidos los Herzog, los Sobel, los Wasner. y Spiegels, tenía '... desapareció sin dejar rastro alguno" en la Europa de la guerra.

## Carrera docente
En 1945, Slawa obtuvo el registro como profesora de arte y alemán y fue empleada por la Escuela de Gramática Femenina de la Iglesia de Inglaterra de Korowa.  En 1947, fue nombrada profesora principal de Arte y Artesanía en la Escuela de Niñas de Santa Catalina, donde permaneció durante 16 años.  En St Catherine's School, Slawa fue reconocida por la profundidad y amplitud de su enfoque de enseñanza, que presentaba un conocimiento de primera mano del arte, la artesanía y el diseño de muebles de los antiguos maestros europeos, y enfoques innovadores que permitían a los estudiantes "libre expresión" y enfoques experimentales.  Slawa fue uno de los primeros profesores en Victoria en ofrecer arte como asignatura de matriculación. 
En junio de 1954, Slawa fue una de las 13 mujeres que asistieron al seminario de la UNESCO "El papel de las artes visuales en la educación" en el Colegio de Mujeres de la Universidad de Melbourne.  Slawa participó en un grupo de trabajo asociado sobre "El arte en las escuelas secundarias", que transmitió la recomendación de que se otorgara al arte el mismo estatus en las escuelas que a todas las demás materias. 
En Melbourne, aproximadamente en 1945, Karl y Slawa Duldig comenzaron un negocio de cerámica hecha a mano.  Karl produjo la cerámica y él y Slawa participaron en su decoración. Sus puntos de venta en el área metropolitana de Melbourne incluían The Primrose Pottery Shop (que almacenaba obras de destacados artistas australianos como Arthur Boyd), Light and Shade (en Royal Arcade) y Chez Nous (en Howey Place). 

## Duldig Studio
Slawa murió el 16 de agosto de 1975.  De acuerdo con sus deseos, la casa y el estudio de la familia en el número 92 de Burke Road, East Malvern, fueron conservados como el museo y jardín de esculturas Duldig Studio por Eva de-Jong Duldig.  Dentro de la casa se mantienen varias habitaciones tal y como estaban durante la residencia de la familia. El estudio original de Karl, con horno, herramientas y obras de todas las épocas, se ha conservado tal y como lo dejó el artista, y en el jardín contiguo también permanecen in situ las esculturas de bronce y terracota. También se exhiben prototipos del 'Flirt'.

## Familia
La hija de Karl y Slawa, Eva, se convirtió en tenista y compitió en el Campeonato de Wimbledon en 1961 para Australia. También jugó en Wimbledon en 1962 y 1963 para los Países Bajos, y compitió en el Abierto de Australia, el Campeonato de Francia, la Copa Federación y en los Juegos Macabeos en Israel, donde ganó dos medallas de oro. 
Más tarde, Eva escribió un libro de memorias, Driftwood: Escape and Survival through Art (Melbourne: Australian Scholarly Publishing and Arcadia, 2017) sobre las experiencias de su familia.  En 2017, ganó un Premio de Historia de la Comunidad Victoriana y en 2018, fue nominado para el Premio Dobbie.  Sus memorias se convirtieron en un musical en 2022, titulado Driftwood – The Musical, dirigido por Wesley Enoch.   Su hija Tania escribió algunas de las letras.  Australian Broadcasting Corporation escribió que el musical "es una historia extraordinaria".  The Australian Jewish News escribió: "no hay escasez de drama, angustia y escape afortunado".  Limelight escribió que el musical era «sincero hasta la médula».  The Age escribió: «El director Gary Abrahams mantiene el núcleo emocional de la historia vívido y convincente y la partitura de Anthony Barnhill se adapta bien al material. El canto es excelente.... Este programa tiene corazón". 
La nieta de Slawa, Tania de Jong, nacida en 1964, es una soprano, emprendedora social y empresaria australiana.  En 1965, después del nacimiento de Tania, la familia regresó a Melbourne, y después de que ella diera a luz a dos hijos más, a Duldig le resultó difícil mantener su tenis.  Después de su carrera en el tenis, trabajó como consultora de recreación, escritora y diseñadora de espacios de juego para niños. 
En 2022, las bisnietas de Slawa, Andrea y Emma de Jong, corrieron en los Juegos Macabeos de 2022, y Emma ganó la carrera de 800 metros y 1.500 metros como junior. 

## Reconocimientos
En 1977, la Galería McClelland (ahora la Galería McClelland y el Parque de Esculturas) en Langwarrin, Australia, presentó la exposición Slawa Duldig - Artista Maestra Inventora.  La exposición incluía ejemplos de los dibujos de Slawa para la patente del paraguas 'Flirt', y sus dibujos, pinturas y esculturas que abarcan un período comprendido entre 1915 y 1974. 
En 1978, la escuela St Catherine's inauguró el Premio de Arte Slawa Duldig. 
Los paraguas del diseño 'Flirt' continuaron en producción durante el siglo XX. Los prototipos del paraguas 'Flirt', creado por Slawa, se conservan en las colecciones del Museo de Artes y Ciencias Aplicadas de Sídney y del Duldig Studio. 